# Andrejs Rubins
Pour les articles homonymes, voir Rubins.
Andrejs Rubins est un footballeur letton né le 26 novembre 1978 à Riga et mort le 3 août 2022. Il évolue au poste d'ailier droit.

## Biographie

### En sélection
Il participe à l'Euro 2004 avec l'équipe de Lettonie.
Il a 117 sélections et 10 buts avec la Lettonie depuis 1998.

## Carrière
- Auda Riga (1996)
- Östers IF (1997)
- Skonto Riga (1998-2000)
- Crystal Palace (2000-2003)
- Chinnik Iaroslavl (2003-2004)
- Spartak Moscou (2005)
- Chinnik Iaroslavl (2006)
- Spartak Moscou (2007)
- Metalurgs Liepaja (2007-2008)
- FK Inter Bakou (2008-2010)
- FK Qarabag Agdam (2010-2011)
- FK Simurq Zaqatala (2011-2012)

## Palmarès
- Champion de Lettonie en 1998, 1999 et 2000 avec le Skonto Riga
- Vainqueur de la Coupe de Lettonie en 1998 avec le Skonto Riga